# Martina D'Antiochia
Martina D'Antiochia   (Màlaga, 24 de febrer de 2005) és una creadora de contingut audiovisual, escriptora, cantant i actriu espanyola.
Va començar a penjar contingut a la xarxa amb només 10 anys i actualment el seu canal de Youtube “La diversión de Martina” té més de quatre milions de subscriptors.
El 2019 va treure el disc "Emociones" que va esdevenir número 1 en les llistes espanyoles.

## Filmografia
| Any  | Títol                                               | Personatge         | Director        |
| ---- | --------------------------------------------------- | ------------------ | --------------- |
| 2017 | Emoji: La pel·lícula                                | Addie McCallister  | Tony Leonadis   |
| 2019 | Amor superdotado                                    |                    |                 |
| 2019 | Padre no hay más que uno                            | Sara García Loyola | Santiago Segura |
| 2020 | Padre no hay más que uno 2: La llegada de la suegra | Sara García Loyola | Santiago Segura |
| 2022 | Padre no hay más que uno 3                          | Sara García Loyola | Santiago Segura |
| 2024 | Padre no hay más que uno 4                          | Sara García Loyola | Santiago Segura |
| 2025 | Padre no hay más que uno 5                          | Sara García Loyola | Santiago Segura |

## Llibres
- La diversión de Martina 1. Un desastre de cumpleaños (2017)
- La diversión de Martina 2. ¡Aventura en Londres! (2018)
- La diversión de Martina 3. La puerta mágica (2018)
- La diversión de Martina 4. Fin de curso en el paraiso (2018)
- La diversión de Martina 5. Misterio en el internado (2019)
- La diversión de Martina 6. Magia en el bosque (2019)
- La diversión de Martina 7. Un instante inolvidable (2019)
- La diversión de Martina 8. Un viaje del revés (2020)
- La diversión de Martina 9. Elegida para la final (2020)
- La diversión de Martina 10. Sueños por cumplir (2021)
- Libreta de la diversión de Martina (2018)